# چشم‌ها کاملاً باز (آلبوم توایس)
چشم‌ها کاملاً باز (انگلیسی: Eyes Wide Open) دومین آلبوم استودیویی کره‌ای (و چهارمین آلبوم کلی) از گروه دخترانهٔ اهل کره جنوبی، توایس است. این آلبوم در ۲۶ اکتبر ۲۰۲۰ توسط جی‌وای‌پی انترتینمنت و ریپابلیک رکوردز منتشر شد این نخستین آلبوم استودیویی کره‌ای گروه پس از تقریباً سه سال، از زمان انتشار توایستاگرام (۲۰۱۷) است. چشم‌ها کاملاً باز شامل سیزده قطعه، از جمله تک‌آهنگ آغازین «نمی‌تونم خودمو متوقف کنم» است و در هفتهٔ پنجمین سالگرد فعالیت گروه منتشر شد.

## جدول‌های موسیقی
| جدول (۲۰۲۰–۲۰۲۱)                              | بالاترین جایگاه |
| --------------------------------------------- | --------------- |
| آلبوم‌های بلژیکی (اولتراتاپ فلاندرز)           | ۱۷۶             |
| آلبوم‌های فنلاندی (جدول رسمی فنلاند)           | ۴۱              |
| آلبوم‌های مجارستانی (ماهاز)                    | ۴۰              |
| آلبوم‌های ژاپنی (اوریکون)                      | ۳               |
| آلبوم‌های کره جنوبی (گائون)                    | ۲               |
| آلبوم‌های فیزیکی سوئدی (فهرست برترین‌های سوئد)  | ۱۶              |
| آلبوم‌های دیجیتال بریتانیا (شرکت جدول‌های رسمی) | ۳۷              |
| بیلبورد ۲۰۰ ایالات متحده                      | ۷۲              |
| آلبوم‌های تیست‌میکر برتر ایالات متحده (بیلبورد) | ۹               |
| آلبوم‌های موسیقی ملل ایالات متحده (بیلبورد)    | ۲               |

| جدول (۲۰۲۰)                | جایگاه |
| -------------------------- | ------ |
| آلبوم‌های ژاپنی (اوریکون)   | ۴۴     |
| آلبوم‌های کره جنوبی (گائون) | ۱۸     |

## گواهی‌نامه‌ها
| منطقه                             | گواهی     | واحد گواهی‌شده/فروش |
| --------------------------------- | --------- | ------------------ |
| کره جنوبی (گائون)                 | ۲× پلاتین | 0^                 |
| ^ رقم توزیع تنها بر پایهٔ گواهی‌ها. |           |                    |

## تاریخچه انتشار
| منطقه        | تاریخ         | فرمت(ها)                | نسخه      | ناشر             | منابع  |
| ------------ | ------------- | ----------------------- | --------- | ---------------- | ------ |
| مختلف        | ۲۶ اکتبر ۲۰۲۰ | دانلود دیجیتال استریم   | استاندارد | جی‌وای‌پی ریپابلیک | [ ۱۷ ] |
| کره جنوبی    | ۲۷ اکتبر ۲۰۲۰ | سی‌دی                    | استاندارد | جی‌وای‌پی ریپابلیک |        |
| ایالات متحده | ۴ دسامبر ۲۰۲۰ | سی‌دی (Target exclusive) | استاندارد | جی‌وای‌پی ریپابلیک | [ ۱۸ ] |